# هيوستن
هيوستن (بالإنجليزية: Houston)‏ هي أكبر مدن ولاية تكساس، ورابع أكبر مدن الولايات المتحدة الأمريكية. مساحتها 1,558 كم². تقع في مقاطعة هاريس في منطقة هيوستن الكبرى. وتعد واحدة من أفضل المدن للمهاجرين الجدد. في عام 2005 قدر عدد سكانها بأكثر من 2,2 مليون نسمة في مساحة تقارب من 1600 كم²، بينما عدد سكان مدينة هيوستن الكبرى يبلغ 5.9 مليون نسمة. تعد مركزاً ثقافياً واقتصادياً كبيراً بالنسبة لمنطقة ساحل الخليج في الولايات المتحدة. وكان اسمها أول كلمة نُطقت عند هبوط رواد الفضاء على سطح القمر. تلقب المدينة بـ «مدينة الفضاء» لوجود مركز لندون بي جونسون للفضاء التابع لناسا فيها. وكما ورد في جريدة الشرق الأوسط أنها مدينة أميركية مكسيكية الهوى. كونها كانت مدينة مكسيكية وحصلت عليها أمريكا بالحرب. كما يقطنها نسبة كبيرة من المكسيكيين.
تعرف المدينة عالمياً بأنها مركز لشركات الطاقة العالمية، وبالأخص شركات النفط وبمركز ناسا الفضائي وكما يوجد في المدينة ميناء هيوستن والذي يعرف أيضا باسم قناة هيوستن للسفن والذي يصنف في المرتبة الأولى بالنسبة لموانئ الشحن الدولية في الولايات المتحدة. ويوجد فيها أيضاً مركز تكساس الطبي كأحد أكبر تجمعات معاهد الأبحاث الطبية في العالم والذي يشمل مركز إم دي أندرسون للسرطان ومستشفى ميثوديست ومستشفى مموريال هيرمان ومستشفى سانت جوزيف ومستشفيات و مراكز أبحاث صحية عديدة. كما أن في هيوستن مطارين رئيسيين، واحد للطيران الداخلي (مطار هوبي ) و يقع في جنوب هيوستن والمطار الآخر دولي (مطار جورج بوش الدولي) و يقع في شمال هيوستن.

## تأسيس المدينة

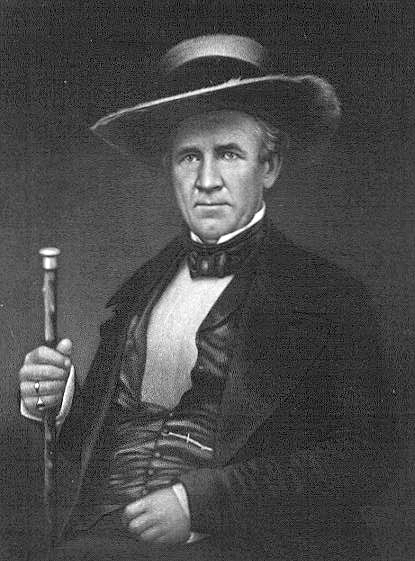
تحمل المدينة اسم سام هيوستن

تأسست المدينة في أغسطس 1836 بعد شراء الأخوين ألين (جون كيربي وأغسطس تشابمان) 27 كيلومتراً مربعاً من الأرض لقاء 9,428 دولاراً أمريكياً. وأطلقوا عليها اسم «هيوستن» نسبة إلى الحاكم سام هيوستن، والذي كان قائداً عسكرياً في حرب استقلال تكساس في ذلك العام (1836).

### تزايد عدد سكانها
وقد انتقل عدد كبير من الأمريكيين إلى تكساس عموما وهيوستن خصوصا وذلك لثلاثة أسباب :
الأول : عدم دفع الضرائب للولاية والاكتفاء بدفع الضرائب الاتحادية بعكس باقي الولايات الأمريكية.
الثاني : رخص أسعار شراء المنازل
 ثالثا : بتجمع شركات النفط وبوجود مركز تكساس الطبي والجامعات الأخرى والميناء وناسا ساهموا في تخفيف وطأة الوضع الاقتصادي المتدهور عموما.